# Cavendishia antioquiensis
Cavendishia antioquiensis är en ljungväxtart som beskrevs av J. L. Luteyn och D. S. Sylva S. Cavendishia antioquiensis ingår i släktet Cavendishia och familjen ljungväxter. Inga underarter finns listade i Catalogue of Life.